# Чероки (Айова)
Чероки (англ. Cherokee) — город и административный центр в округе Чероки в штате Айова в Соединённых Штатах Америки.
Согласно результатам переписи населения США, проведённой в 2020 году, число жителей города составляло 5199 человек, что чуть меньше (− 1.0%), чем было во время предыдущей переписи прошедшей в 2010 году (5253 человека).

## История
В доколумбову эпоху на землях, где сейчас стоит современный город, жили коренные американцы, преимущественно из индейского народа чероки, по имени аборигенов и было названа новое поселение. В 1870 году появились первые постоянные европейские поселенцы и вскоре, под давлением прибывающих европейских колонистов, индейцы были вынуждены переселиться на индейскую территорию.
5 апреля 1873 года поселение было инкорпорировано и включено в реестр штата Айова, благодаря чему некорпоративное сообщество Чероки официально получило статус города («Сity of» / «Town of»).
15 августа 1902 года в городе открылся Институт психического здоровья Чероки, который находится в ведении Департамента социальных служб штата Айова.
27 сентября 2014 года компания «Тайсон Фудз» закрыла в Чероки свой завод по производству деликатесов. В то время Tyson Foods была крупнейшим работодателем в городе и когда они уволили около 450 сотрудников, работу потеряли более восьми процентов от общей численности населения Чероки, а у многих из них, кроме того, были на содержании иждивенцы. Удар по местной экономике был колоссальный и город и по сей день от него полностью не оправился. 
С момента основания и на протяжении почти века население города довольно уверенно росло каждое десятилетие; рекорд был установлен в 1870-е — 247,7%, а минимум (0,2%) пришёлся на переломные 1950-е. С середины XX века число жителей каждое десятилетие убывало со скоростью от 1,0% (2010-е), до 14.0% в 1990-е.

## География
Согласно данным представленным Бюро переписи населения США, общая площадь города составляет 6,45 квадратных мили (16,71 км²), из которых 6,43 квадратных мили (16,65 км²) занимает суша, а 0,02 квадратных мили (0,05 км²) приходится на водную поверхность.